# Anna Erslev
Anna Erslev, född 15 november 1862 i Aarhus, död 18 mars 1919 i Köpenhamn, var en dansk författare, redaktör och översättare.
Anna Erslev var dotter till geografen och professorn Edvard Erslev och (1824–1892) och Else Cathrine Hertz (1827–1885). Hon var kusin till historikern Kristian Erslev, vars hustru var Anna Hude. Hemmet hade en stark kulturell prägel då faderns släkt dominerades av lärare och modern var prästdotter.
Erslev debuterade som författare 1884 med barnboken Smaafortællinger for Børn, som hon gav ut under pseudonymen Anna Borch (mormoderns flicknamn). Hon var delaktig i utarbetandet av Christian Erichsens bokserie Børnenes Bogsamling där hon bl.a. bidrog med bearbetningar av Jules Vernes berättelser. Hon var även redaktör av Børnebladet (1907–1916) och Børnenes Føljeton i morgontidningen København (1904–1912). Från 1917 till sin död var hon även redaktör för Mit Blad och Børnenes Ugeblad. Hon var en av de första i Danmark som kartlade barns läsvanor och hon deltog aktivt i debatten om vad som skulle anses vara lämplig läsning för barn.
Utöver barn- och ungdomslitteratur skrev Erslev även del dramer, däribland Hvorfor? (1888) och Kong Valdemar (1890). Hon skrev även tre samlingar med biografier över danska kulturpersonligheter: Tonekunstens Mestre (1914–1916), Billedkunstens Mestre (1915–1919), och Digtekunstens Mestre (1919).